# Ҋ
La Ҋ, minuscolo ҋ, chiamata anche i corta con cediglia, è una lettera dell'alfabeto cirillico. Viene usata solo nella versione cirillica modificata per la lingua sami di Kildin dove rappresenta la consonante palatale approssimante sorda /j̊/.